# 三管 (醫學俗稱)
三管是指人體因疾病，衰老等因素，而導致身體器官無法正常運作，必須使用導尿管（Foley catheter）、鼻胃管（Nasogastric intubation，或稱Nasogastric tube）及氣切管（Tracheal tube）來維持生命穩定。
三管為一個總稱概念，並非於同一時間具備，可能因病情變化而有所增減。
相關名詞：三管病患、三管照護、三管醫學等。

## 關聯條目
- 長期護理
- 長照機構

## 外部連結
- 《高雄醫學大學附設中和紀念醫院》家人的好幫手--淺談居家照護 （页面存档备份，存于）